# 딘 후지오카
딘 후지오카(Dean Fujioka) 또는 후지오카 다쓰오(藤岡竜雄, 1980년 8월 19일 ~ )는 일본의 라디오 DJ, 배우, 영화 감독, 텔레비전 배우, 모델, 음악가이다. 본명은 후지오카 타츠오(藤岡 竜雄).
후쿠시마현에서 태어났다.

## 방송
- 셜록
- 레 미제라블 끝나지 않는 여로
- 몬테 크리스토 백작 -화려한 복수-
- 지금부터 당신을 협박합니다
- 정령의 수호자 시즌2

## 영화
- 언덕길의 아폴론 (2018) - 카즈라기 준이치 역
- 라스트 마일 (2024) - 이가라시 도겐 역